# John Pilger

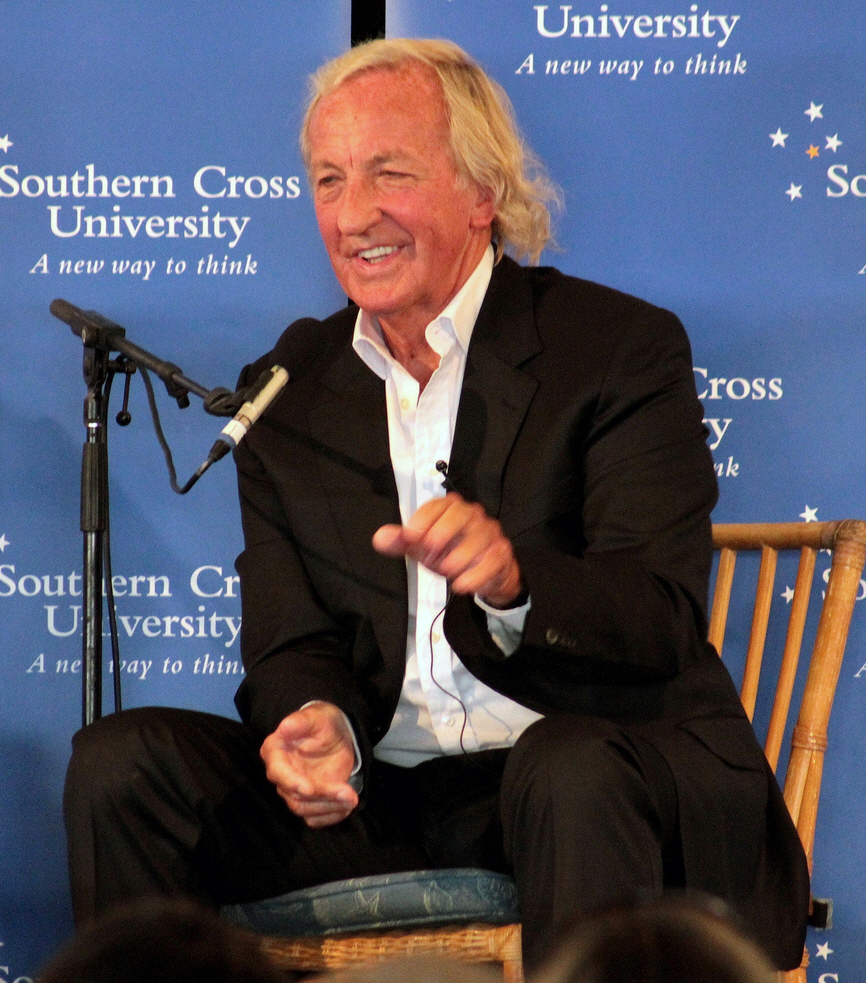
John Pilger 2011.

John Richard Pilger, född 9 oktober 1939 i Sydney, död 30 december 2023 i London, Storbritannien, var en australisk journalist och dokumentärfilmare.

## Biografi
John Pilger var bland annat verksam som krigskorrespondent för Daily Mirror under Vietnamkriget samt i Kambodja och Mellanöstern. Bland hans dokumentärfilmer märks Year Zero: The Silent Death of Cambodia (1979) om Kambodja under röda khmererna, Paying the Price: Killing the Children of Iraq (2000) om de internationella sanktionerna mot Irak och Stealing a Nation (2004) om ön Diego Garcias tvångsförflyttade befolkning. 
Pilger var en uttalad kritiker av USA:s och Storbritanniens utrikespolitik, samt av sitt hemland Australiens behandling av dess ursprungsbefolkning. På senare år engagerade han sig för Wikileaks grundare Julian Assange och ifrågasatte de anklagelser om sexualbrott som riktats mot Assange i Sverige.